# Caldera (rivier)
De Caldera (Spaans: Rio Caldera) is een rivier in Panama. De rivier ontspringt op de noordoostelijke flank van de Baruvulkaan (8° 50' 55" NB, 82° 29' 15" WL). De Caldera stroomt in zuidelijke richting door het dorp Boquete in de provincie Chiriquí en mondt uit in de Chiriqui Nuevo-rivier die verder stroomt in de richting van de Stille Oceaan. De Caldera is in november 2008 overstroomd.